# Copa Davis 2011
La Copa Davis 2011, també coneguda com a Davis Cup by BNP Paribas 2011, va correspondre a la 100a edició del torneig de tennis masculí més important per nacions. En total van participar 16 equips en el Grup Mundial i més de cent en els diferents grups regionals.
La primera ronda es disputà entre el 4 i el 6 de març, i la final entre el 2 i el 4 de desembre.

## Grup Mundial
|  | Vuitens de final           | Vuitens de final              |                             |   | Quarts de final | Quarts de final |  |  | Semifinals | Semifinals |  |  | Final | Final |
|  |                            |                               |                             |   |                 |                 |  |  |            |            |  |  |       |       |
|  | 4/6 de març - Santiago     |                               |                             |   |                 |                 |  |  |            |            |  |  |       |       |
|  |                            |                               |                             |   |                 |                 |  |  |            |            |  |  |       |       |
|  | Xile                       | 1                             |                             |   |                 |                 |  |  |            |            |  |  |       |       |
|  | Xile                       | 1                             | 8/10 de juliol - Austin     |   |                 |                 |  |  |            |            |  |  |       |       |
|  | Estats Units               | 4                             |                             |   |                 |                 |  |  |            |            |  |  |       |       |
|  | Estats Units               | 4                             | Estats Units                | 1 |                 |                 |  |  |            |            |  |  |       |       |
|  | 4/6 de març - Charleroi    |                               | Estats Units                | 1 |                 |                 |  |  |            |            |  |  |       |       |
|  |                            | Espanya                       | 3                           |   |                 |                 |  |  |            |            |  |  |       |       |
|  | Bèlgica                    | Espanya                       | 3                           | 1 |                 |                 |  |  |            |            |  |  |       |       |
|  | Bèlgica                    |                               | 16/18 de setembre - Còrdova | 1 |                 |                 |  |  |            |            |  |  |       |       |
|  | Espanya                    | 4                             |                             |   |                 |                 |  |  |            |            |  |  |       |       |
|  | Espanya                    | 4                             | Espanya                     | 4 |                 |                 |  |  |            |            |  |  |       |       |
|  | 4/6 de març - Zagreb       |                               | Espanya                     | 4 |                 |                 |  |  |            |            |  |  |       |       |
|  |                            | França                        | 1                           |   |                 |                 |  |  |            |            |  |  |       |       |
|  | Croàcia                    | França                        | 1                           | 2 |                 |                 |  |  |            |            |  |  |       |       |
|  | Croàcia                    | 8/10 de juliol - Stuttgart    |                             | 2 |                 |                 |  |  |            |            |  |  |       |       |
|  | Alemanya                   | 3                             |                             |   |                 |                 |  |  |            |            |  |  |       |       |
|  | Alemanya                   | 3                             | Alemanya                    | 1 |                 |                 |  |  |            |            |  |  |       |       |
|  | 4/6 de març - Viena        |                               | Alemanya                    | 1 |                 |                 |  |  |            |            |  |  |       |       |
|  |                            | França                        | 4                           |   |                 |                 |  |  |            |            |  |  |       |       |
|  | Àustria                    | França                        | 4                           | 2 |                 |                 |  |  |            |            |  |  |       |       |
|  | Àustria                    |                               | 2/4 de desembre -           | 2 |                 |                 |  |  |            |            |  |  |       |       |
|  | França                     | 3                             |                             |   |                 |                 |  |  |            |            |  |  |       |       |
|  | França                     | 3                             | Espanya                     | 3 |                 |                 |  |  |            |            |  |  |       |       |
|  | 4/6 de març - Boras        |                               | Espanya                     | 3 |                 |                 |  |  |            |            |  |  |       |       |
|  |                            | Argentina                     | 1                           |   |                 |                 |  |  |            |            |  |  |       |       |
|  | Suècia                     | Argentina                     | 1                           | 3 |                 |                 |  |  |            |            |  |  |       |       |
|  | Suècia                     | 8/10 de juliol - Halmstad     |                             | 3 |                 |                 |  |  |            |            |  |  |       |       |
|  | Rússia                     | 2                             |                             |   |                 |                 |  |  |            |            |  |  |       |       |
|  | Rússia                     | 2                             | Suècia                      | 1 |                 |                 |  |  |            |            |  |  |       |       |
|  | 4/6 de març - Novi Sad     |                               | Suècia                      | 1 |                 |                 |  |  |            |            |  |  |       |       |
|  |                            | Sèrbia                        | 4                           |   |                 |                 |  |  |            |            |  |  |       |       |
|  | Sèrbia                     | Sèrbia                        | 4                           | 4 |                 |                 |  |  |            |            |  |  |       |       |
|  | Sèrbia                     |                               | 16/18 de setembre - Belgrad | 4 |                 |                 |  |  |            |            |  |  |       |       |
|  | Índia                      | 1                             |                             |   |                 |                 |  |  |            |            |  |  |       |       |
|  | Índia                      | 1                             | Sèrbia                      | 2 |                 |                 |  |  |            |            |  |  |       |       |
|  | 4/6 de març - Buenos Aires |                               | Sèrbia                      | 2 |                 |                 |  |  |            |            |  |  |       |       |
|  |                            | Argentina                     | 3                           |   |                 |                 |  |  |            |            |  |  |       |       |
|  | Argentina                  | Argentina                     | 3                           | 4 |                 |                 |  |  |            |            |  |  |       |       |
|  | Argentina                  | 8/10 de juliol - Buenos Aires |                             | 4 |                 |                 |  |  |            |            |  |  |       |       |
|  | Romania                    | 1                             |                             |   |                 |                 |  |  |            |            |  |  |       |       |
|  | Romania                    | 1                             | Argentina                   | 5 |                 |                 |  |  |            |            |  |  |       |       |
|  | 4/6 de març - Ostrava      |                               | Argentina                   | 5 |                 |                 |  |  |            |            |  |  |       |       |
|  |                            | Kazakhstan                    | 0                           |   |                 |                 |  |  |            |            |  |  |       |       |
|  | Txèquia                    | Kazakhstan                    | 0                           | 2 |                 |                 |  |  |            |            |  |  |       |       |
|  | Txèquia                    |                               |                             | 2 |                 |                 |  |  |            |            |  |  |       |       |
|  | Kazakhstan                 | 3                             |                             |   |                 |                 |  |  |            |            |  |  |       |       |
|  | Kazakhstan                 | 3                             |                             |   |                 |                 |  |  |            |            |  |  |       |       |

## Vuitens de final

### Xile vs. Estats Units
| Xile                                                    | Xile | 1 | 4 | Estats Units | Estats Units |
| ------------------------------------------------------- | ---- | - | - | ------------ | ------------ |
| Estadio Nacional, Santiago, Xile 4 al 6 de març de 2011 |      |   |   |              |              |

|      | Jugador                   |              | Jugador             | Resultat                    |
| ---- | ------------------------- | ------------ | ------------------- | --------------------------- |
| Xile | Nicolás Massú             | Estats Units | Andy Roddick        | 2-6, 6-4, 3-6, 4-6          |
| Xile | Paul Capdeville           | Estats Units | John Isner          | 6⁵-7, 6²-7, 7-63, 7-6⁵, 6-4 |
| Xile | J. Aguilar - N. Massú     | Estats Units | B. Bryan - M. Bryan | 3-6, 3-6, 64-7              |
| Xile | Paul Capdeville           | Estats Units | Andy Roddick        | 6-3, 6²-7, 3-6, 3-6         |
| Xile | Guillermo Rivera-Aranguiz | Estats Units | John Isner          | 3-6, 7-64, 5-7              |

### Bèlgica vs. Espanya
| Bèlgica                                               | Bèlgica | 1 | 4 | Espanya | Espanya |
| ----------------------------------------------------- | ------- | - | - | ------- | ------- |
| Spiroudome, Charleroi, Bèlgica 4 al 6 de març de 2011 |         |   |   |         |         |

|         | Jugador               |         | Jugador                | Resultat         |
| ------- | --------------------- | ------- | ---------------------- | ---------------- |
| Bèlgica | Xavier Malisse        | Espanya | Fernando Verdasco      | 4-6, 3-6, 1-6    |
| Bèlgica | Ruben Bemelmans       | Espanya | Rafael Nadal           | 2-6, 4-6, 2-6    |
| Bèlgica | S. Darcis - O. Rochus | Espanya | F. López - F. Verdasco | 60-7, 4-6, 3-6   |
| Bèlgica | Olivier Rochus        | Espanya | Rafael Nadal           | 4-6, 2-6         |
| Bèlgica | Steve Darcis          | Espanya | Feliciano López        | 64-7, 7-6⁶, 7-63 |

### Croàcia vs. Alemanya
| Croàcia                                              | Croàcia | 2 | 3 | Alemanya | Alemanya |
| ---------------------------------------------------- | ------- | - | - | -------- | -------- |
| Dom Sportova, Zagreb, Croàcia 4 al 6 de març de 2011 |         |   |   |          |          |

|         | Jugador                |          | Jugador                | Resultat                 |
| ------- | ---------------------- | -------- | ---------------------- | ------------------------ |
| Croàcia | Marin Čilić            | Alemanya | Florian Mayer          | 4-6, 6-0, 4-6, 6-3, 6-1  |
| Croàcia | Ivan Dodig             | Alemanya | Philipp Kohlschreiber  | 4-6, 6-3, 6-4, 6⁶-7, 4-6 |
| Croàcia | I. Dodig - I. Karlović | Alemanya | C. Kas - P. Petzschner | 3-6, 6-3, 7-5, 3-6, 4-6  |
| Croàcia | Marin Čilić            | Alemanya | Philipp Kohlschreiber  | 6-2, 6-3, 7-6⁶           |
| Croàcia | Ivo Karlović           | Alemanya | Philipp Petzschner     | 4-6, 63-7, 6⁵-7          |

### Àustria vs. França
| Àustria                                                        | Àustria | 2 | 3 | França | França |
| -------------------------------------------------------------- | ------- | - | - | ------ | ------ |
| Vienna Airport Hangar 3, Viena, Àustria 4 al 6 de març de 2011 |         |   |   |        |        |

|         | Jugador               |        | Jugador                  | Resultat                 |
| ------- | --------------------- | ------ | ------------------------ | ------------------------ |
| Àustria | Jurgen Melzer         | França | Jeremy Chardy            | 5-7, 4-6, 5-7            |
| Àustria | Stefan Koubek         | França | Gilles Simon             | 0-6, 2-6, 3-6            |
| Àustria | J. Knowle - J. Melzer | França | J. Benneteau - M. Llodra | 6-4, 3-6, 6-3, 6-4       |
| Àustria | Jurgen Melzer         | França | Gilles Simon             | 7-67, 3-6, 1-6, 6-4, 6-0 |
| Àustria | Martin Fischer        | França | Jeremy Chardy            | 6-2, 64-7, 3-6, 3-6      |

### Suècia vs. Rússia
| Suècia                                            | Suècia | 3 | 2 | Rússia | Rússia |
| ------------------------------------------------- | ------ | - | - | ------ | ------ |
| Borashallen, Boras, Suècia 4 al 6 de març de 2011 |        |   |   |        |        |

|        | Jugador                   |        | Jugador                   | Resultat             |
| ------ | ------------------------- | ------ | ------------------------- | -------------------- |
| Suècia | Robin Soderling           | Rússia | Ígor Andréiev             | 6-3, 6-3, 6-1        |
| Suècia | Joachim Johansson         | Rússia | Teymuraz Gavashvili       | 6-3, 7-64, 6-4       |
| Suècia | S. Aspelin - R. Lindstedt | Rússia | Í. Kunitsin - D. Tursúnov | 6-4, 6⁶-7, 7-6⁶, 6-2 |
| Suècia | Simon Aspelin             | Rússia | Dmitri Tursúnov           | 5-7, 2-6             |
| Suècia | Joachim Johansson         | Rússia | Ígor Andréiev             | 68-7, 4-6            |

### Sèrbia vs. Índia
| Sèrbia                                                       | Sèrbia | 4 | 1 | Índia | Índia |
| ------------------------------------------------------------ | ------ | - | - | ----- | ----- |
| Spens Sports Center, Novi Sad, Sèrbia 4 al 6 de març de 2011 |        |   |   |       |       |

|        | Jugador                   |       | Jugador                   | Resultat                |
| ------ | ------------------------- | ----- | ------------------------- | ----------------------- |
| Sèrbia | Viktor Troicki            | Índia | Rohan Bopanna             | 6-3, 6-3, 5-7, 3-6, 6-3 |
| Sèrbia | Janko Tipsarevic          | Índia | Somdev Devvarman          | 5-7, 5-7, 63-7          |
| Sèrbia | I. Bozoljac - N. Zimonjic | Índia | R. Bopanna - S. Devvarman | 4-6, 6-3, 6-4, 7-6¹⁰    |
| Sèrbia | Viktor Troicki            | Índia | Somdev Devvarman          | 6-4, 6-2, 7-5           |
| Sèrbia | Janko Tipsarevic          | Índia | Karan Rastogi             | 6-0, 6-1                |

### Argentina vs. Romania
| Argentina                                                   | Argentina | 4 | 1 | Romania | Romania |
| ----------------------------------------------------------- | --------- | - | - | ------- | ------- |
| Parque Roca, Buenos Aires, Argentina 4 al 6 de març de 2011 |           |   |   |         |         |

|           | Jugador               |         | Jugador               | Resultat            |
| --------- | --------------------- | ------- | --------------------- | ------------------- |
| Argentina | David Nalbandian      | Romania | Adrian Ungur          | 6-3, 6-2, 5-7, 6-4  |
| Argentina | Juan Mónaco           | Romania | Victor Hanescu        | 7-6⁵, 1-6, 6-1, 6-1 |
| Argentina | J. Chela - E. Schwank | Romania | V. Hanescu - H. Tecau | 6-2, 7-68, 6-1      |
| Argentina | Eduardo Schwank       | Romania | Victor Crivoi         | 7-63, 6-2           |
| Argentina | Juan Mónaco           | Romania | Adrian Ungur          | 4-6, 6-2, 3-6       |

### República Txeca vs. Kazakhstan
| República Txeca                                            | República Txeca | 2 | 3 | Kazakhstan | Kazakhstan |
| ---------------------------------------------------------- | --------------- | - | - | ---------- | ---------- |
| CEZ Arena, Ostrava, República Txeca 4 al 6 de març de 2011 |                 |   |   |            |            |

|                 | Jugador                |            | Jugador                  | Resultat                   |
| --------------- | ---------------------- | ---------- | ------------------------ | -------------------------- |
| República Txeca | Jan Hajek              | Kazakhstan | Andrei Gólubev           | 64-7, 7-63, 6-1, 63-7, 3-6 |
| República Txeca | Tomas Berdych          | Kazakhstan | Mikhaïl Kukuixkin        | 7-6⁵, 6-2, 6-3             |
| República Txeca | T. Berdych - L. Dlouhy | Kazakhstan | I. Koroliov - Y. Schukin | 6-4, 6-4, 7-64             |
| República Txeca | Tomas Berdych          | Kazakhstan | Andrei Gólubev           | 5-7, 7-5, 4-6, 2-6         |
| República Txeca | Jan Hajek              | Kazakhstan | Mikhaïl Kukuixkin        | 4-6, 7-64, 68-7, 0-6       |

## Quarts de final

### Estats Units vs. Espanya
| Estats Units                                                       | Estats Units | 1 | 3 | Espanya | Espanya |
| ------------------------------------------------------------------ | ------------ | - | - | ------- | ------- |
| Frank Erwin Center, Austin, Estats Units 8 al 10 de juliol de 2011 |              |   |   |         |         |

|              | Jugador                |         | Jugador                               | Resultat                   |
| ------------ | ---------------------- | ------- | ------------------------------------- | -------------------------- |
| Estats Units | Mardy Fish             | Espanya | Feliciano López                       | 4-6, 6-3, 3-6, 7-6(2), 6-8 |
| Estats Units | Andy Roddick           | Espanya | David Ferrer                          | 6-7(9), 5-7, 3-6           |
| Estats Units | Bob Bryan - Mike Bryan | Espanya | Marcel Granollers - Fernando Verdasco | 6-7(3), 6-4, 6-4, 6-4      |
| Estats Units | Mardy Fish             | Espanya | David Ferrer                          | 5-7, 6-7(3), 7-5, 6-7(5)   |
| Estats Units | Andy Roddick           | Espanya | Feliciano López                       | no jugat                   |

### Alemanya vs. França
| Alemanya                                                      | Alemanya | 1 | 4 | França | França |
| ------------------------------------------------------------- | -------- | - | - | ------ | ------ |
| TC Weissenhoff, Stuttgart, Alemanya 8 al 10 de juliol de 2011 |          |   |   |        |        |

|          | Jugador                              |        | Jugador                             | Resultat                |
| -------- | ------------------------------------ | ------ | ----------------------------------- | ----------------------- |
| Alemanya | Florian Mayer                        | França | Richard Gasquet                     | 6-4, 6-4, 5-7, 3-6, 3-6 |
| Alemanya | Philipp Kohlschreiber                | França | Gaël Monfils                        | 6-7(3), 6-7(5), 4-6     |
| Alemanya | Christopher Kas - Philipp Petzschner | França | Michaël Llodra - Jo-Wilfried Tsonga | 6-7(4), 4-6, 4-6        |
| Alemanya | Philipp Petzschner                   | França | Michaël Llodra                      | 6-3, 6-4                |
| Alemanya | Philipp Kohlschreiber                | França | Jo-Wilfried Tsonga                  | 6-7(3), 6-7(5)          |

### Suècia vs. Sèrbia
| Suècia                                                     | Suècia | 1 | 4 | Sèrbia | Sèrbia |
| ---------------------------------------------------------- | ------ | - | - | ------ | ------ |
| Halmstad Arena, Halmstad, Suècia 8 al 10 de juliol de 2011 |        |   |   |        |        |

|        | Jugador                          |        | Jugador                         | Resultat           |
| ------ | -------------------------------- | ------ | ------------------------------- | ------------------ |
| Suècia | Michael Ryderstedt               | Sèrbia | Viktor Troicki                  | 3-6, 1-6, 7-6, 5-7 |
| Suècia | Ervin Eleskovic                  | Sèrbia | Janko Tipsarevic                | 2-6, 0-1, ret      |
| Suècia | Robert Lindstedt - Simon Aspelin | Sèrbia | Nenad Zimonjic - Novak Djokovic | 6-4, 7-6, 7-5      |
| Suècia | Michael Ryderstedt               | Sèrbia | Janko Tipsarevic                | 2-6, 5-7, 3-6      |
| Suècia | Robert Lindstedt                 | Sèrbia | Viktor Troicki                  | 6-3, 4-6, ret      |

### Argentina vs. Kazakhstan
| Argentina                                                     | Argentina | 5 | 0 | Kazakhstan | Kazakhstan |
| ------------------------------------------------------------- | --------- | - | - | ---------- | ---------- |
| Parque Roca, Buenos Aires, Argentina 7 al 9 de juliol de 2011 |           |   |   |            |            |

|           | Jugador                              |            | Jugador                          | Resultat      |
| --------- | ------------------------------------ | ---------- | -------------------------------- | ------------- |
| Argentina | Juan Mónaco                          | Kazakhstan | Andrei Gólubev                   | 6-3, 6-0, 6-4 |
| Argentina | Juan Martín Del Potro                | Kazakhstan | Mikhaïl Kukuixkin                | 6-2, 6-1, 6-2 |
| Argentina | Juan Ignacio Chela - Eduardo Schwank | Kazakhstan | Yuri Schukin - Ievgueni Koroliov | 6-3, 6-2, 7-5 |
| Argentina | Juan Ignacio Chela                   | Kazakhstan | Ievgueni Koroliov                | 2-6, 6-2, 6-0 |
| Argentina | Juan Mónaco                          | Kazakhstan | Mikhaïl Kukuixkin                | 6-4, 6-1      |

## Semifinals

### Espanya vs. França
| Espanya                                                                      | Espanya | 4 | 1 | França | França |
| ---------------------------------------------------------------------------- | ------- | - | - | ------ | ------ |
| Plaza de Toros de los Califas, Còrdova, Espanya 16 al 18 de setembre de 2011 |         |   |   |        |        |

|         | Jugador                |        | Jugador               | Resultat      |
| ------- | ---------------------- | ------ | --------------------- | ------------- |
| Espanya | Rafael Nadal           | França | Richard Gasquet       | 6-3, 6-0, 6-1 |
| Espanya | David Ferrer           | França | Gilles Simon          | 6-1, 6-4, 6-1 |
| Espanya | F. López - F. Verdasco | França | M. Llodra - J. Tsonga | 1-6, 2-6, 0-6 |
| Espanya | Rafael Nadal           | França | Jo-Wilfried Tsonga    | 6-0, 6-2, 6-4 |
| Espanya | Fernando Verdasco      | França | Richard Gasquet       | 6-2, 6-1      |

### Sèrbia vs. Argentina
| Sèrbia                                                       | Sèrbia | 2 | 3 | Argentina | Argentina |
| ------------------------------------------------------------ | ------ | - | - | --------- | --------- |
| Belgrade Arena, Belgrad, Sèrbia 16 al 18 de setembre de 2011 |        |   |   |           |           |

|        | Jugador                     |           | Jugador                | Resultat           |
| ------ | --------------------------- | --------- | ---------------------- | ------------------ |
| Sèrbia | Viktor Troicki              | Argentina | David Nalbandian       | 4-6, 6-4, 2-6, 3-6 |
| Sèrbia | Janko Tipsarevic            | Argentina | Juan Martín del Potro  | 5-7, 3-6, 4-6      |
| Sèrbia | J. Tipsarevic - N. Zimonjic | Argentina | J.I. Chela - J. Mónaco | 7-64, 6-4, 6-2     |
| Sèrbia | Novak Djokovic (r)          | Argentina | Juan Martín del Potro  | 6⁵-7, 0-3          |
| Sèrbia | Janko Tipsarevic            | Argentina | Juan Mónaco (r)        | 6-2, 0-0           |

## Final

### Espanya vs. Argentina
| Espanya                                                       | Espanya | 3 | 1 | Argentina | Argentina |
| ------------------------------------------------------------- | ------- | - | - | --------- | --------- |
| Estadio Olímpico, Sevilla, Espanya 2 al 4 de desembre de 2011 |         |   |   |           |           |

|         | Jugador                |           | Jugador                    | Resultat                 |
| ------- | ---------------------- | --------- | -------------------------- | ------------------------ |
| Espanya | Rafael Nadal           | Argentina | Juan Mónaco                | 6-1, 6-1, 6-2            |
| Espanya | David Ferrer           | Argentina | Juan Martín del Potro      | 6-2, 6²-7, 3-6, 6-4, 6-3 |
| Espanya | F. Verdasco - F. López | Argentina | D. Nalbandián - E. Schwank | 4-6, 2-6, 3-6            |
| Espanya | Rafael Nadal           | Argentina | Juan Martín del Potro      | 1-6, 6-4, 6-1, 7-60      |
| Espanya | David Ferrer           | Argentina | Juan Mónaco                | No jugat                 |